# 750 Seventh Avenue
750 Seventh Avenue ist ein Wolkenkratzer in Manhattan in New York City. Das nach seiner Adresse benannte Bauwerk beherbergt hauptsächlich Büros des Finanzdienstleistungsunternehmens Morgan Stanley.

## Beschreibung
Der Büroturm befindet sich im Theater District in Midtown Manhattan und nimmt etwa vier Fünftel eines Blocks zwischen der Seventh Avenue und Broadway sowie 49th und 50th Street ein. Lediglich entlang der 50th Street stehen noch mit 128 Broadway und 758 Seventh Avenue zwei ältere kleine Backsteingebäude. Das Gebäude ist zwei Blocks vom Times Square im Süden und zwei Blocks vom Rockefeller Center im Osten entfernt. Im Sockel an der 49th Street befindet sich ein Zugang zur Station 49th Street der New York City Subway mit den Linien . Nördlich des Eingangs am Broadway liegt die U-Bahn-Station 50th Street mit der Linie . In der Umgebung befinden sich zahlreiche Broadway-Theater.
Der Wolkenkratzer wurde von Kevin Roche von Kevin Roche John Dinkeloo & Associates entworfen und bis 1989 erbaut. Das Gebäude verfügt über eine schwarze Glasfassade mit großen Werbeflächen sowie geätzten Glasscheiben. Es hat eine Dachhöhe von 151,8 Meter (498 Fuß) und eine offizielle Höhe an der Gebäudespitze von 187,5 m (615 Fuß). Die Werbetafeln wurden ab 1994 an den Büroturm sowie übergreifend an den beiden Nachbargebäuden angebracht. In den oberen Stockwerken weist die Außenseite spiralförmige Rücksprünge auf, die in einer versetzten gläsernen Spitze enden. Die Spitze ist nachts beleuchtet.
Die Bauherren und Eheleute David and Jean Solomon erwarben bis Mitte 1987 das Baugelände und ließen das Gebäude spekulativ errichten. Nach der Fertigstellung 1989 fanden sie aber nicht ausreichend Mieter und mussten dadurch Konkurs anmelden. Das Gebäude wurde zunächst von einem Bankenkonsortium übernommen. 1994 kaufte Morgan Stanley das Gebäude als Ergänzung zum nahegelegenen am Times Square gelegenen Hauptsitz 1585 Broadway. Das Immobilienunternehmen Hines Interests Limited Partnership, kurz Hines, und der General Motors Pension Fund erwarben im Jahr 2000 750 Seventh Avenue und verkauften es 2011 schließlich an Fosterlane Management weiter.
750 Seventh Avenue verfügt über eine LEEDv3 Silber-Zertifizierung (Leadership in Energy and Environmental Design) von 2009 für umweltfreundliches Bauen.
Galerie

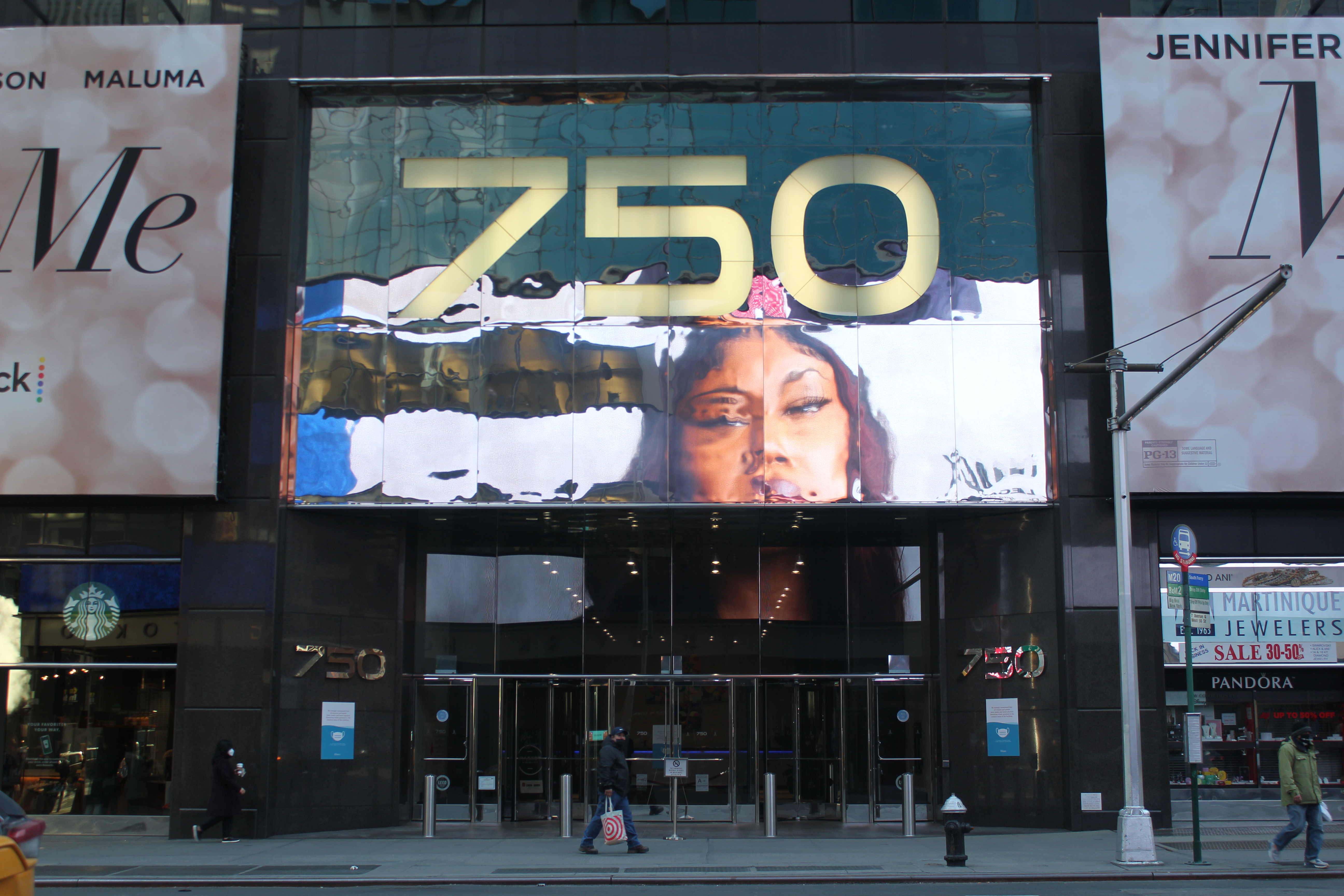
Eingang an der Seventh Avenue
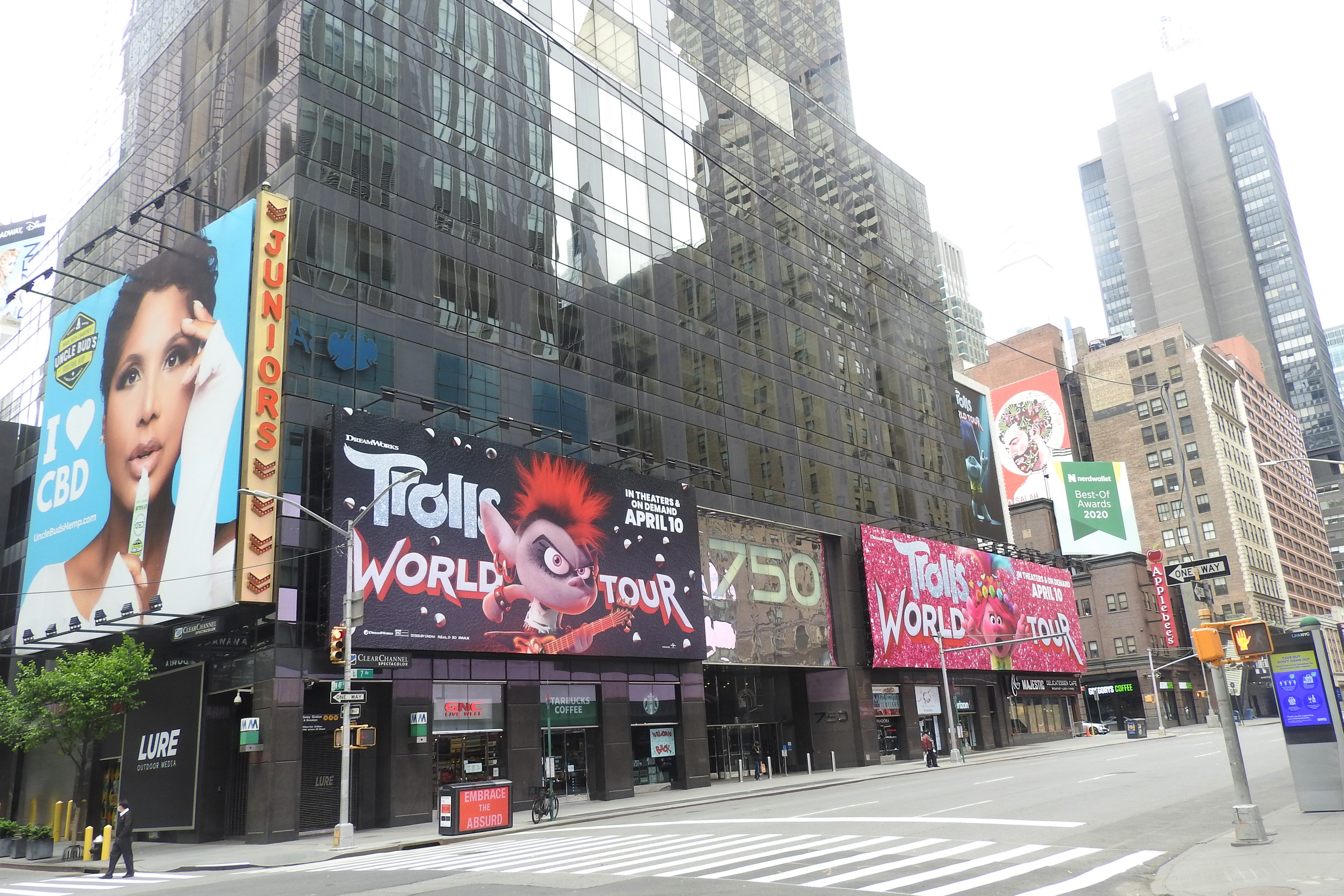
Basis mit Werbetafeln an der Seventh
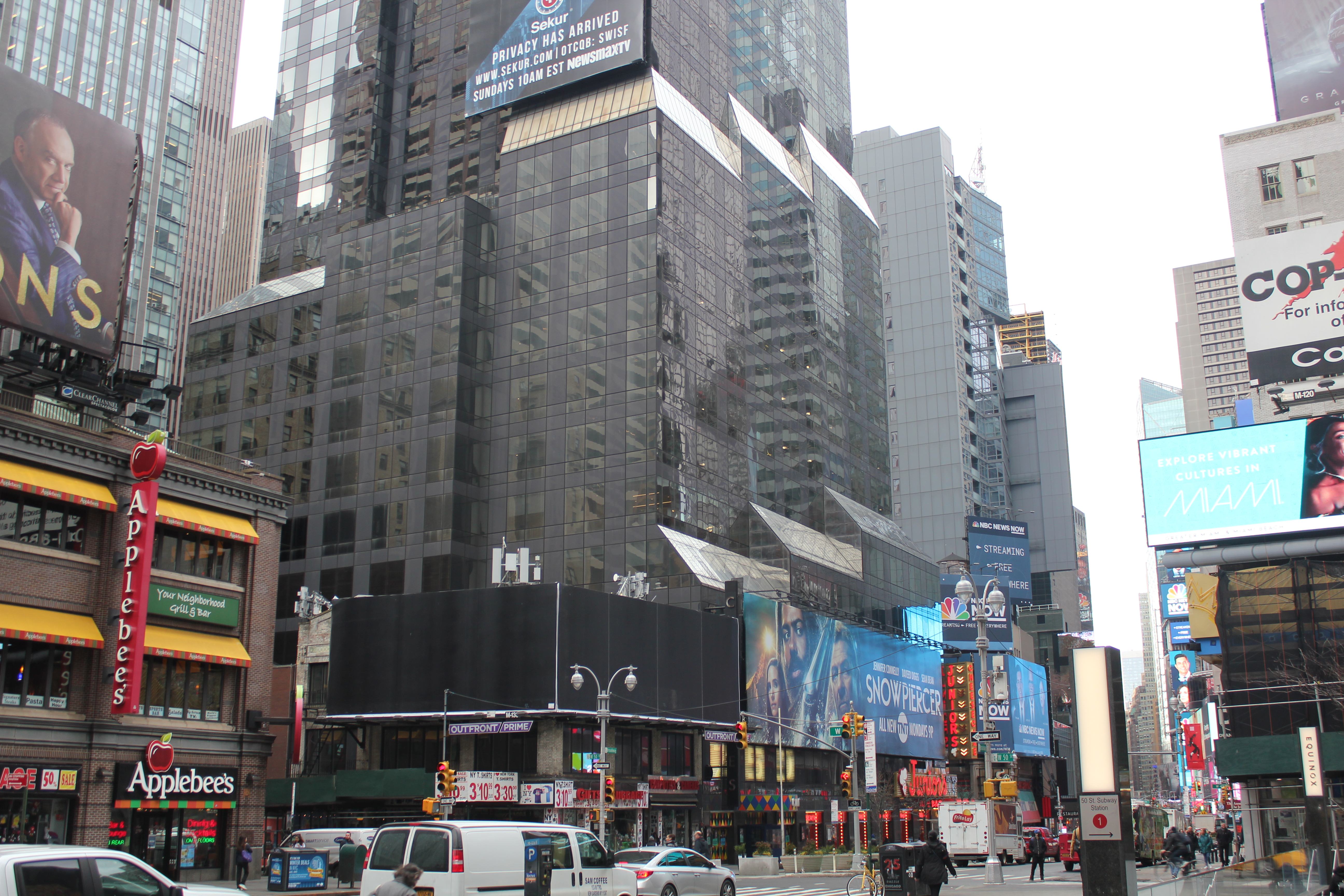
Fassade am Broadway und 50th Street